# Retiro (geslacht)
Retiro is een geslacht van spinnen uit de  familie van de Macrobunidae. 

## Soorten
- Retiro crinitus (Simon, 1893)
- Retiro fulvipes (Simon, 1906)
- Retiro granadensis (Keyserling, 1878)
- Retiro gratus (Bryant, 1948)
- Retiro lanceolatus (Vellard, 1924)
- Retiro maculatus Mello-Leitão, 1915
- Retiro nigronotatus Mello-Leitão, 1947
- Retiro plagiatus (Simon, 1893)
- Retiro procerulus (Simon, 1906)
- Retiro quitensis (Simon, 1906)
- Retiro rhombifer (Simon, 1906)
- Retiro roberti (Reimoser, 1939)